# Rapaces de Gap
Rapaces de Gap – francuski klub hokeja na lodzie z siedzibą w Gap.

## Historia
Historyczne nazwy
- 1937–45	Ski-Club Gapençais (SCG)
- 1945–89	Gap Hockey Club (GHC)
- 1989-00	Gap Alpes Patinage (HGAP)
- 2000– Les Rapaces de Gap

Jako trenerzy pracowali w klubie Josef Horešovský, Andrzej Świstak.

## Sukcesy
- Złoty medal mistrzostw Francji: 1977, 1978, 2015, 2017
- Złoty medal Division 1: 1996, 2006
- Puchar Ligi: 2016